# Carlos Melero
Melero  García est un nom espagnol. Le premier nom de famille, en général paternel, est Melero ; le second, en général maternel, souvent omis, est García.
Carlos Melero García (né le 17 décembre 1948 à Moraleja de Cuéllar (es)) est un coureur cycliste espagnol.

## Biographie
Professionnel de 1973 à 1979, il a notamment remporté une étape du Tour d'Espagne 1977. Ses fils Iván et Óscar ont également été cyclistes professionnels.

## Palmarès

### Palmarès amateur
- 1971
  - Tour de Ségovie
  - 3e de Paris-Vierzon

### Palmarès professionnel
- 1974
  - 2e du Tour d'Aragon
- 1977
  - 14e étape du Tour d'Espagne
  - 3e du Tour de La Rioja
- 1978
  - 3e étape du Tour de La Rioja

## Résultats sur les grands tours

### Tour de France
5 participations
- 1973 : 41e
- 1974 : 49e
- 1975 : 28e
- 1976 : 52e
- 1977 : hors délais (17e étape)

### Tour d'Espagne
4 participations
- 1973 : 45e
- 1977 : 23e, vainqueur de la 14e étape
- 1978 : 42e
- 1979 : 22e